# 1827
1827 (MDCCCXXVII) byl rok, který dle gregoriánského kalendáře započal pondělím.

## Události
- 26. března – Ve Vídni zemřel hudební skladatel Ludwig van Beethoven.
- 4. září – Největší finské město Turku bylo z větší části zničeno požárem.
- 7. září – Do provozu byl uveden první úsek koněspřežné dráhy České Budějovice – Linec.
- 20. října – V bitvě u Navarina v rámci řecké osvobozenecké války zvítězila britské, francouzské a ruské námořnictvo nad Osmany.
- Průměrná denní dělnická mzda byla 37 krejcarů.

### Probíhající události
- 1817–1864 – Kavkazská válka
- 1821–1829 – Řecká osvobozenecká válka
- 1826–1828 – Rusko-perská válka

## Vědy a umění
- Francouzský inženýr Benoît Fourneyron zkonstruoval první provozuschopnou vodní turbínu o výkonu 4,5 kW.
- Vynálezce Josef Ressel obdržel patent na lodní šroub.

## Narození

### Česko
- 12. února – Johann Brantner, starosta Znojma († 25. dubna 1904)
- 04. března – Eduard Grégr, přírodovědec, antropolog, novinář a politik († 5. května 1907)
- 10. března – Elias Palme, sklářský průmyslník, zakladatel továrny na výrobu lustrů († 31. prosince 1893)
- 01. dubna – Josef Mottl, kladenský farář, zastupitel a historik († 8. srpna 1884)
- 13. dubna – Hermenegild Jireček, právní historik († 29. prosince 1909)
- 16. května – Jan Lepař, pedagog († 1. července 1902)
- 17. května – Josef Auštěcký, učitel, redaktor a překladatel († 23. července 1871)
- 07. června – Bernard Pauer, lékař a politik († 21. června 1908)
- 08. června – Alois Gallat, spisovatel a dramatik († 7. září 1901)
- 19. června – Josef Böhm, sídelní kanovník litoměřické kapituly († 20. května 1903)
- 03. července – Alfred Paulus, houslista a violista († 4. srpna 1864)
- 18. července – Julius Hanisch, poslanec Českého zemského sněmu († 27. dubna 1886)
- 23. července – Albert Prochaska, podnikatel a spisovatel († 13. září 1897)
- 02. srpna – Josef David, děkan teologické fakulty v Olomouci († 3. dubna 1889)
- 26. srpna – František Pokorný, český politik († 16. dubna 1908)
- 14. září – Jan Václav Kautský, malíř a jevištní výtvarník († 4. září 1896)
- 22. září – Franz Liebieg mladší, průmyslník a politik německé národnosti († 9. prosince 1886)
- 03. října – Wendelin Rziha, právník a politik německé národnosti († 28. prosince 1890)
- 07. října – Soběslav Pinkas, malíř a karikaturista († 30. prosince 1901)
- 22. října – Jindřich Otakar Miltner, národní obrozenec a vlastivědný pracovník († 24. ledna 1881)
- 22. prosince – Jan Evangelista Kosina, národní buditel, filolog, publicista a spisovatel († 11. prosince 1899)
- 0? – Jan Oertl, violoncellista († 8. prosince 1889)

### Svět
- 2. ledna – Nükhetsezâ Hanım, konkubína osmanského sultána Abdulmecida I. († 15. května 1850)
- 3. ledna – Johannes Janda, německý sochař († 14. listopadu 1875)
- 7. ledna – Sandford Fleming, kanadský inženýr a vynálezce († 22. července 1915)
- 10. ledna – Carl Friedrich Mylius, německý fotograf († 23. května 1916)
- 11. ledna – Rainer Ferdinand Habsbursko-Lotrinský, rakouský arcivévoda, vnuk císaře Leopolda II. († 27. ledna 1913)
- 13. ledna – Nikolaj Nikolajevič Beketov, ruský fyzikální chemik († 13. prosince 1911)
- 3. února – Olympe Aguado, francouzský fotograf († 25. října 1894)
- 14. února – George Bassett Clark, americký astronom († 20. prosince 1891)
- 15. února – Francis A. Pratt, americký inženýr, vynálezce († 10. února 1902)
- 18. února
  - Heinrich Brugsch, německý egyptolog († 9. září 1894)
  - Leopold Abaffy, slovenský spisovatel († 27. února 1883)
- 5. března – Franz Pauly, německo-rakouský klasický filolog činný i v Čechách († 3. října 1885)
- 20. března – Alfred Assollant, francouzský spisovatel († 3. března 1886)
- 2. dubna
  - Dionýz Štúr, slovenský geolog a paleontolog († 9. října 1893)
  - William Holman Hunt, anglický malíř († 7. září 1910)
- 5. dubna – Joseph Lister, anglický chirurg, průkopník antisepse († 10. února 1912)
- 10. dubna – Lew Wallace, americký právník, voják a spisovatel († 15. února 1905)
- 1. května – Jules Breton, francouzský malíř a básník († 5. července 1906)
- 7. května – János Vajda, maďarský básník († 17. ledna 1897)
- 14. května – Jean-Baptiste Carpeaux, francouzský sochař a malíř († 12. října 1875)
- 27. května – Thomas Keith, skotský lékař a fotograf († 9. října 1895)
- 1. června – John Owen, anglický duchovní a šachista († 24. listopadu 1901)
- 12. června – Johanna Spyri, švýcarská spisovatelka knih pro děti († 7. července 1901)
- 13. června – Alberto Henschel, německo-brazilský fotograf († 30. června 1882)
- 5. srpna – Deodoro da Fonseca, prezident Brazílie († 23. srpna 1892)
- 10. srpna – Lovro Toman, rakouský básník a politik slovinské národnosti († 15. srpna 1870)
- 11. srpna – Nikolaj Šiškin, ruský ministr zahraničí († 11. listopadu 1902)
- 15. srpna – Ludwig Angerer, rakouský fotograf († 12. května 1879)
- 19. srpna – Constant Alexandre Famin, francouzský fotograf († 2. dubna 1888)
- 20. srpna
  - Josef Strauss, rakouský hudební skladatel († 22. července 1870)
  - Charles de Coster, belgický, francouzsky píšící spisovatel († 7. květen 1879)
- 14. září – Hermann Krone, německý fotograf, vědec a publicista († 17. září 1916)
- 21. září – Konstantin Nikolajevič Ruský, syn ruského cara Mikuláše I. († 25. ledna 1892)
- 16. října – Arnold Böcklin, švýcarský výtvarník († 16. ledna 1901)
- 25. října – Marcellin Berthelot, francouzský chemik a politik († 18. března 1907)
- 2. listopadu – Paul de Lagarde, německý biblista a orientalista († 22. prosince 1891)
- 30. listopadu – Henri Ernest Baillon, francouzský botanik a lékař († 19. července 1895)
- 7. prosince – Marc Monnier, švýcarský spisovatel († 18. dubna 1885)
- 23. prosince – Wilhelm von Tegetthoff, rakouský admirál († 7. dubna 1871)
- 26. prosince – Ellen G. Whiteová, spoluzakladatelka amerických adventistů sedmého dne († 16. července 1915)
- 31. prosince – William Carrick, skotský umělec a fotograf († 11. listopadu 1878)
- ? – Louis-Camille d'Olivier, francouzský fotograf († 1870)
- ? – Giacomo Luzzatto, italský fotograf († 1888)
- ? – Henry Gray, anglický anatom a vědec († 13. června 1861)

## Úmrtí

### Česko
- 9. července – Josef Malínský, sochař (* 14. března 1752)

### Svět

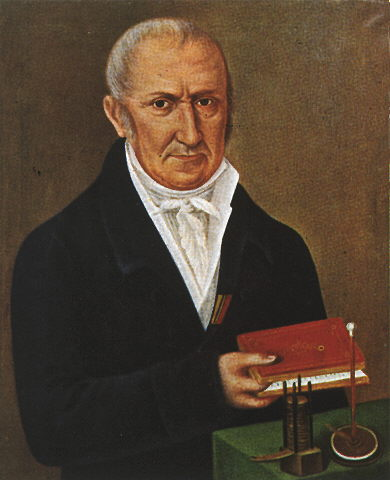
Alessandro Volta († 5. března)

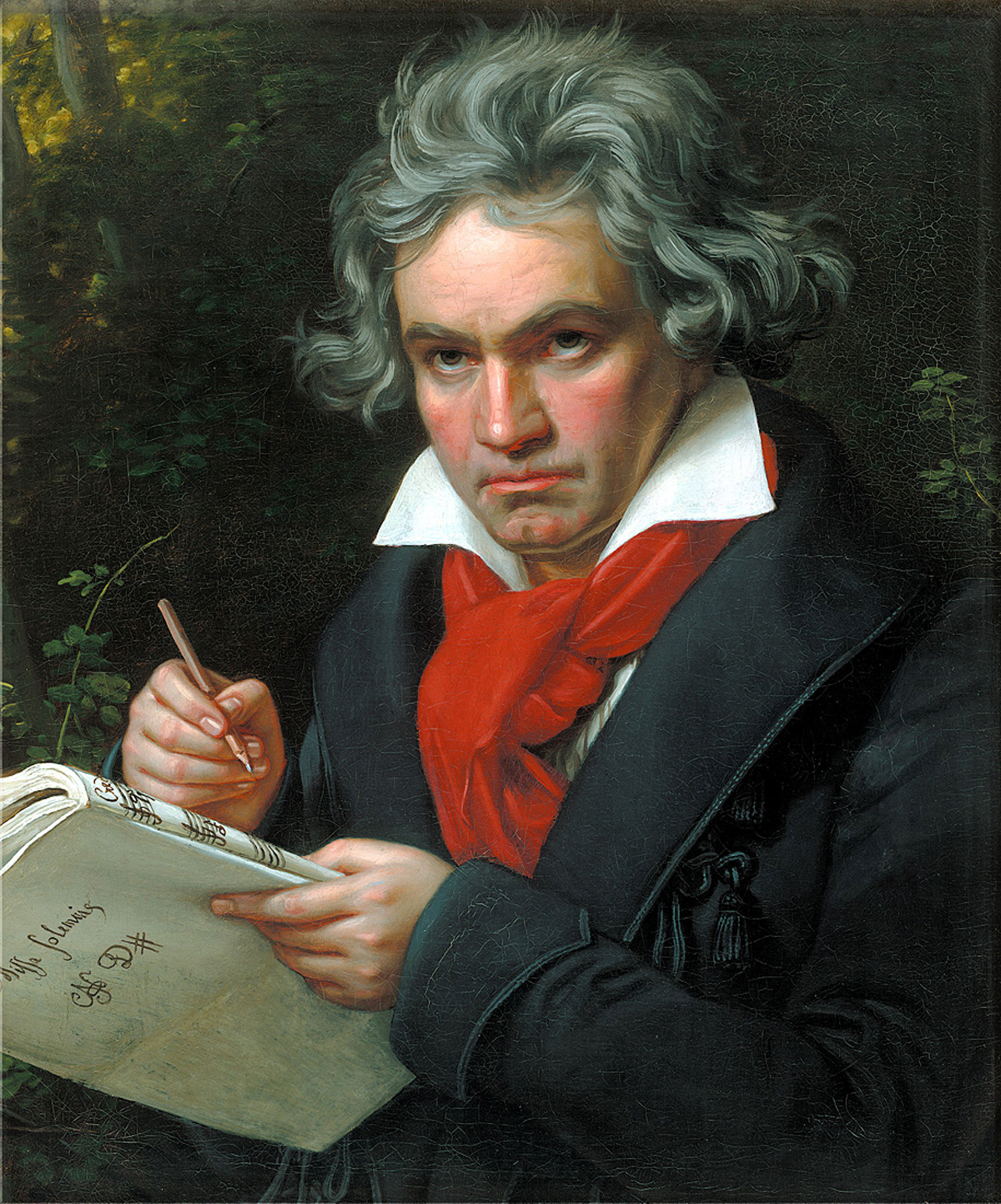
Ludwig van Beethoven († 26. března)

- 5. ledna – Bedřich August Hannoverský, britský a německý princ (* 16. srpna 1763)
- 17. února – Johann Heinrich Pestalozzi, švýcarský pedagog (* 12. ledna 1746)
- 18. února – Antoine Nicolas Duchesne, francouzský botanik (* 7. října 1747)
- 22. února – Charles Willson Peale, americký malíř (* 15. dubna 1741)
- 5. března
  - Alessandro Volta, italský fyzik (* 18. února 1745)
  - Pierre-Simon Laplace, francouzský matematik, fyzik, astronom a politik (23. března 1749)
- 26. března – Ludwig van Beethoven, německý hudební skladatel (* prosinec 1770)
- 3. dubna – Ernst Chladni, německý fyzik a hudebník, „otec akustiky“ (* 30. listopadu 1756)
- 21. dubna – Thomas Rowlandson, britský malíř (* 13. července 1756)
- 5. května – Fridrich August I. Saský, saský král (* 23. prosince 1750)
- 16. června – Thaddäus Anton Dereser, německý kněz a odborník na hermeneutiku a orientální jazyky (* 13. února 1757)
- 8. července – Robert Surcouf, francouzský korzár (* 12. prosince 1773)
- 14. července – Augustin-Jean Fresnel, francouzský fyzik (* 10. května 1788)
- 27. července – Johannes Jaenicke, německý luteránský duchovní (* 6. července 1748)
- 8. srpna – George Canning, britský státník (* 11. dubna 1770)
- 12. srpna – William Blake, anglický malíř a básník (* 28. listopadu 1757)
- 10. září – Ugo Foscolo, italský spisovatel (* 6. února 1778)
- 1. října – Wilhelm Müller, německý básník (* 7. října 1794)
- 7. listopadu – Marie Terezie Josefa Habsbursko-Lotrinská, saská královna (* 14. leden 1767)
- 10. listopadu – Michal Blažek, kazatel slovenského původu na Moravě (* 1753)
- 18. listopadu – Wilhelm Hauff, německý spisovatel (* 29. listopadu 1802)
- 19. listopadu – Issa Kobajaši, japonský básník a buddhistický mnich (* 15. června 1763)
- ? – Thomas von Brady, rakouský polní zbrojmistr irského původu (* 1752)

## Hlavy států
- Francie – Karel X. (1824–1830)
- Království obojí Sicílie – František I. (1825–1830)
- Osmanská říše – Mahmut II. (1808–1839)
- Prusko – Fridrich Vilém III. (1797–1840)
- Rakouské císařství – František I. (1792–1835)
- Rusko – Mikuláš I. (1825–1855)
- Spojené království – Jiří IV. (1820–1830)
- Španělsko – Ferdinand VII. (1813–1833)
- Švédsko – Karel XIV. (1818–1844)
- USA – John Quincy Adams (1825–1829)
- Papež – Lev XII. (1823–1829)
- Japonsko – Ninkó (1817–1846)
- Lombardsko-benátské království – Rainer Josef Habsbursko-Lotrinský